# L.A. Love (La La)
"L.A. Love (La La)" (estilizado como L.A.LOVE (la la)) é uma canção gravada pela cantora norte-americana Fergie para seu segundo álbum de estúdio Double Dutchess. A canção foi composta pela cantora com auxílio de Dijon McFarlane, Shomari Wilson, Royce Thomas e Theron Thomas, e a produção ficou a cargo de DJ Mustard. Foi lançada em 29 de setembro de 2014 e no dia seguinte em formato de contemporary hit radio pela will.i.am Music Group e Interscope Records.

## Antecedentes
Em janeiro de 2014, foi confirmado que a Fergie estava em processo de trabalhar no seu segundo álbum de estúdio em uma entrevista com Ryan Seacrest. Ao longo dos próximos meses de 2014, a cantora foi observando a cena da música dizendo que "The Dutchess foi composto de músicas de um período de sete anos; Muita gente não sabe que eu estive escrevendo minhas idéias, eu tenho estado na minha pequena caverna, minha caverna criativa, e as idéias vêm quando eles vêm", disse ela. "Então, quando eu fizer meu álbum sair, eu vou estar muito orgulhosa disso", disse ela para Seacrest em janeiro.
Em 16 de setembro de 2014, Gary Trust da Billboard anunciou que o novo single de Fergie, "L.A. Love (La La)", seria lançado em 30 de setembro de 2014 pela Interscope Records. Em 19 de setembro, foi confirmado que o DJ Mustard tinha produzido a canção. Em 20 de setembro, um trecho de um minuto e quarenta e cinco segundos da canção foi postado no Soundcloud.

## Lançamento
A descarga digital tornou-se imediatamente disponível à meia-noite de 29 de setembro e a canção foi lançada para contemporary hit radio em 30 de setembro de 2014 pela Interscope Records. Antes do lançamento oficial da música, uma versão inacaba da canção foi vazada online.

## Histórico de lançamento
| País           | Data                   | Formato           | Gravadora  |
| -------------- | ---------------------- | ----------------- | ---------- |
| Estados Unidos | 29 de setembro de 2014 | Descarga digital  | Interscope |
| Estados Unidos | 30 de setembro de 2014 | Rádios mainstream | Interscope |
| Itália         | 2 de janeiro de 2015   | Rádios mainstream | A&M        |